# Baruch Spinoza
Baruch Spinoza (/bəˈruːk spɪˈnoʊzə/, tiếng Hà Lan: [baːˈrux spɪˈnoːzaː]; tên khai sinh Benedito de Espinosa, tiếng Bồ Đào Nha: [bɨnɨˈðitu ðɨ ʃpiˈnɔzɐ]; sau đổi thành Benedict de Spinoza; 24 tháng 11 năm 1632 – 21 tháng 2 năm 1677) là một nhà triết học Hà Lan-Do Thái gốc Sephardi. Ông được coi là một trong những người tiên phong của Thời kỳ Khai Sáng và của Chủ nghĩa phê phán Kinh thánh, đề xướng khái niệm về bản thân và vạn vật, từ đó giúp ông trở thành một trong những triết gia duy lý quan trọng nhất thế kỷ 17. Thừa hưởng quan điểm từ René Descartes, Spinoza trở thành đầu tàu của Thời kỳ hoàng kim Hà Lan. Tên của ông có nghĩa là "cầu phúc" và được biến thể trong các ngôn ngữ khác nhau, ví dụ như ברוך שפינוזה trong tiếng Hebrew. Trong tiếng Bồ Đào Nha, tên ông được viết thành Benedito "Bento" de Espinosa hay d'Espinosa, còn trong tiếng La-tinh, là Benedictus de Spinoza.
Spinoza lớn lên trong khu Bồ Đào Nha-Do Thái tại thành phố Amsterdam. Ông sớm nhận ra những vấn đề lý luận trong Kinh Thánh Hebrew và bản chất của Đấng Tối cao. Cộng đồng Do Thái giáo tại đây đã kết tội cherem (חרם) với ông khi mới 23 tuổi, khiến ông bị khai trừ và buộc xa lánh khỏi xã hội Do thái, thậm chí với cả chính gia đình mình. Cuốn sách lớn đầu tiên của ông Index Librorum Prohibitorum sau này được đưa vào thư viện Giáo hội Công giáo Rôma. Người đương thời thường coi ông là một kẻ "vô thần", cho dù trong mọi quan điểm của Spinoza luôn đề cập tới sự tồn tại của Đấng Tối cao.
Buổi lễ khai trừ ông diễn ra vào ngày 27 tháng 7 năm 1656. Buổi lễ khai trừ thật ảm đạm, vị giáo chủ xướng lên những lời tố cáo nguyền rủa, tiếng kêu rên siết của cái tù và vang lên từng hồi, ánh sáng trong giáo đường dần tắt và khi buổi lễ chấm dứt, toàn thể giáo đường chìm trong bóng tối tượng trưng cho sự ra đi của lý trí trong tâm hồn người phản đạo. Sau đây là nguyên văn của những lời tố cáo và nguyền rủa do vị giáo chủ đọc trong buổi lễ khai trừ: "Các giáo phẩm long trọng tuyên bố các ngài đã làm đủ mọi cách để lôi kéo Spinoza về chánh đạo, song tất cả đều vô hiệu. Càng ngày các ngài càng nhận thấy rằng đương sự đã phổ biến luận điệu sai lại một cách ngạo nghễ và nhiều nhân chứng đã quả quyết biết rõ những việc làm này. Do đó hội đồng giáo phẩm quyết định khai trừ Baruch Spinoza khỏi tập thể của những người Do-thái. Với sự phán xét của các thiên thần và các Thánh, trước những Thánh kinh ghi chú 613 điều răn dạy, chúng tôi nguyền rủa đương sự với tất cả điều nguyền rủa ghi trong kinh luật. Đương sự sẽ bị nguyền rủa ban ngày cũng như ban đêm, khi ngồi khi đứng cũng như khi nằm, khi đi ở ngoài đường cũng như khi ở trong nhà. Xin Thượng đế đừng bao giờ tha thứ và chấp nhận đương sự. Xin Thượng đế ra uy với đương sự, bắt buộc đương sự phải chịu tất cả những nguyền rủa ghi trong kinh luật và bôi tên đương sự dưới vòm trời. Xin Thượng đế loại trừ đương sự khỏi sự che chở của ngài và bắt đương sự phải gánh chịu tất cả những lời nguyền rủa trong vũ trụ. Kể từ hôm nay chúng tôi cấm những người Do-thái ngoan đạo nói chuyện với y, giao dịch thư từ với y, giúp y và sống chung với y. Không ai được đến gần y và không ai được đọc những tác phẩm hoặc chữ do ông viết ra." 
Spinoza còn có một cuộc sống hướng ngoại trong vai trò là một thợ chế tác ống kính, khi ông tự thiết kế nhiều kính hiển vi và kính viễn vọng với nhiều nhân vật nổi tiếng như Constantijn và Christiaan Huygens. Ông từ chối mọi giải thưởng và tước hiệu trong suốt cuộc đời mình, kể cả trong lĩnh vực sư phạm. Ông qua đời vào năm 1677 ở tuổi 44, có thể do bệnh lao hoặc bệnh bụi phổi từ công việc chế tác ống kính của mình. Ông được hỏa táng tại nhà thờ Nieuwe Kerk tại Den Haag.
Tác phẩm nổi tiếng nhất của ông Đạo đức học chỉ được xuất bản sau khi ông qua đời. Quan điểm của ông đối lập với Nhị nguyên tâm trí - cơ thể của Descartes, ngay lập tức đưa ông trở thành một trong những triết gia phương Tây quan trọng nhất. Georg Hegel từng nói "Spinoza là điểm thử thách của triết học hiện đại, tới mức ta cần phải thừa nhận: Hoặc ta theo Spinoza, hoặc ta không phải là triết gia." Thông qua những thành tựu triết học cùng tính cách con người, Gilles Deleuze gọi Spinoza là "hoàng tử của triết học".

## Tiểu sử
- k. 1660. Korte Verhandeling van God, de mensch en deszelvs welstand (A Short Treatise on God, Man and His Well-Being).
- 1662. Tractatus de Intellectus Emendatione (On the Improvement of the Understanding).
- 1663. Principia philosophiae cartesianae (The Principles of Cartesian Philosophy, translated by Samuel Shirley, with an Introduction and Notes by Steven Barbone and Lee Rice, Indianapolis, 1998). Gallica (in Latin).
- 1670. Tractatus Theologico-Politicus (A Theologico-Political Treatise).
- 1675–76. Tractatus Politicus (unfinished) (PDF version)
- 1677. Ethica Ordine Geometrico Demonstrata (The Ethics, finished 1674, but published posthumously)
- 1677. Compendium grammatices linguae hebraeae (Hebrew Grammar).[21]
- Morgan, Michael L. (ed.), 2002. Spinoza: Complete Works, with the Translation of Samuel Shirley, Indianapolis/Cambridge: Hackett Publishing Company. ISBN 978-0-87220-620-5.
- Edwin Curley (ed.), 1985–2016. The Collected Works of Spinoza (two volumes), Princeton: Princeton University Press.
- Spruit, Leen and Pina Totaro, 2011. The Vatican Manuscript of Spinoza’s Ethica, Leiden: Brill.